# Astro (télévision)
Pour les articles homonymes, voir Astro.
Astro (All-Asian Satellite Television and Radio Operator) est un service de télévision payante par satellite en Malaisie. Il transmet la télévision par satellite numérique et la radio aux ménages en Malaisie et à Brunei.